# Garagefilm
Garagefilm International är ett svenskt filmproduktionsbolag som grundades 2007. Företaget producerar långfilm, kortfilm, dokumentärer och TV-serier och drivs av producenten Mimmi Spång . 2010 anslöt sig producenten Anna-Maria Kantarius till Garagefilm.
2022 utnämndes Garagefilm som ett av de 75 ledande oberoende produktionsbolagen i Europa av Screen International.

## Produktioner (i urval)
- 2009 – Behandlingen
- 2010 – Sebbe
- 2012 – Cockpit
- 2012 – Call Girl
- 2014 – Nånting måste gå sönder
- 2014 – Flugparken
- 2015 – Det vita folket
- 2016 – Jätten
- 2015 – I Remember When I Die
- 2016 – Golden Girl
- 2018 – Amatörer
- 2018 – Hjärtat
- 2019 – Ring mamma!
- 2020 – Psykos i Stockholm
- 2023 – Hypnosen

## TV-serier
- 2023 – Taelgia
- 2024 – Painkiller (TV-serie, 2024)

## Kortfilmer (i urval)
- 2006 – Holly Hallonsten ger igen
- 2008 – Jag förstår inte
- 2009 – Fredag
- 2009 – Småvilt
- 2009 – Lidingöligan
- 2012 – De närmaste
- 2014 – Mini
- 2015 – Mommy
- 2018 – Skuggdjur
- 2018 – 4032 soluppgångar
- 2018 – Smågodis, katter och lite våld
- 2018 – Guds Tystnad

## Samproduktioner
- 2006 – En såpa
- 2009 – Äpplet & Masken
- 2011 – Jag saknar dig
- 2013 – Ekspeditionen til verdens ende
- 2013 – Pionjär
- 2015 – My Name Is Emily
- 2017 – Charmören
- 2018 – Mordene i Kongo
- 2019 – Selvmordsturisten
- 2022 – Woman on the Roof
- 2022 – Godland
- 2022 – Sick of Myself
- 2023 – Slow (film, 2023)
- 2024 – My Wonderful Stranger